# سیریوویتسه
سیریوویتسه (به لاتین: Siřejovice) یک منطقهٔ مسکونی در جمهوری چک است که در ناحیه لیتومیریتسه واقع شده‌است. سیریوویتسه ۶٫۱۵ کیلومتر مربع مساحت و ۲۸۵ نفر جمعیت دارد و ۱۸۵ متر بالاتر از سطح دریا واقع شده‌است.